# 趙紱
赵绂（？—？），字惟德，號懷東，山西太原府平定州樂平縣人，軍籍，明朝政治人物。

## 生平
万历二十五年（1597年）丁酉科山西乡试舉人，三十二年（1604年）甲辰科进士，三十五年任卢龙知县，实心为政，勤俭自励。擢南京陕西道御史，四十一年弹劾浙江巡抚高举，使其去職。天启元年升南京通政司右参议，五年升右通政，六年改左通政，寻升通政使。七年二月升兵部右侍郎，与都督郑士毅护送瑞王朱常浩就封陕西汉中府，以瑞王内监张邦诏被搜出船户挟带私盐，被下旨斥责。八月以三大殿功成，加都察院右都御史，照旧管事。崇禎元年三月，转任兵部左侍郎，尋罷。